# Avion
Avion – miejscowość i gmina we Francji, w regionie Hauts-de-France, w departamencie Pas-de-Calais.
Według danych na rok 1990 gminę zamieszkiwały 18 534 osoby, a gęstość zaludnienia wynosiła 1421 osób/km² (wśród 1549 gmin regionu Nord-Pas-de-Calais Avion plasuje się na 33. miejscu pod względem liczby ludności, natomiast pod względem powierzchni na miejscu 176.).

## Współpraca
- Doncaster, Anglia
- Zgorzelec, Polska
- Bourj el-Barajneh, Liban